# 神田商会
株式会社神田商会（かんだしょうかい、登記社名: 株式会社神田商會）は、ギターやベースなどを主に扱う日本の楽器総合卸問屋。グレコやゼマイティスなどのプライベートブランドも展開しており、製造拠点として岐阜にギター工場を持っている。1981年～2015年の間、フェンダージャパンを運営していた。

## 主な取り扱いブランド

### ギター・ベース
- グレコ (Greco)
- ゼマティス (Zemaitis)
- ディアンジェリコ (D'Angelico)
- ヴィジェ (Vigier)

### 楽器用アンプ・エフェクター
- デジテック (DigiTech)
- ギャリエン・クルーガー (GALLIEN-KRUEGER)

## 関連会社・施設
- 神田商会 岐阜事業所 - ゼマティスやグレコなどを製造するギター工場[1]。朝日木工として設立され、ハイエンドギターズなどの改名を経て、かつてはフェンダーの限定モデルや、ミュージックマン、ヴァレー・アーツ、Ornettsなどを製造していた[2]。

- 株式会社フェンダージャパン (1981～2015年) - 神田商会本社ビルに存在したフェンダーや、フジゲン、山野楽器との合弁会社[3]。

- 株式会社ダイナ楽器 - フェンダーなどのギターやベースを生産する楽器工場。2015年頃まで神田商会の当時社長であった横山努がダイナ楽器の社長を兼任していた[4]。

- 株式会社プレイヤー・コーポレーション - 神田商会の関連会社として、1968年から2023年までギター雑誌のPlayerを発行していた出版社[5]。